# Třída La Confiance
Třída La Confiance je třída hlídkových lodí francouzského námořnictva vyvinuté pro službu ve francouzském zámořském departementu Francouzská Guyana a ve Francouzských Antilách v Karibiku. Celkem byla objednána tři plavidla této třídy. Jejich francouzské označení je Patrouilleur Antilles-Guyane (PAG, což znamená antily-guyanská hlídková loď), dříve též Patrouilleur Léger Guyanais (PLG, což znamená guyanská lehká hlídková loď). Mezi její úkoly patří ochrana rybolovu, potírání pašování narkotik, monitoring znečištění, nebo hlídkování v oblasti Guyanského kosmického centra.

## Stavba
V rámci francouzského modernizačního programu „Horizon Marine 2025“ byly objednány dvě hlídkové lodě této třídy. Postavila je francouzské loďařské společnosti SOCARENAM ve své loděnici v Saint-Malo. Obě do služby vstoupily roku 2017. Nahradily hlídkové lodě La Capricieuse a La Gracieuse třídy P400.
Prototypová jednotka La Confiance vyplula 22. listopadu 2016 z Brestu na svou základnu v Karibiku. Do služby byla přijata v dubnu 2017. Druhou jednotku La Résolue v květnu 2017 pokřtila francouzská Miss Alicia Aylies. Na svou domovskou základnu Dégrad des Cannes loď připlula v červenci 2017 a do služby byla přijata 28. září 2017.
Dne 27. září 2017 francouzská ministryně obrany Florence Parlyová oznámila objednání třetí jednotky této třídy, která bude primárně sloužit v Antilách, pravděpodobně ze základny na Martiniku. Její dodání je plánováno na rok 2019. Loděnici Socarenam byla zakázka zadána 1. prosince 2017.
Jednotky třídy La Confiance:
| Jméno                 | Základna                              | Spuštěna           | Vstup do služby | Status  |
| --------------------- | ------------------------------------- | ------------------ | --------------- | ------- |
| La Confiance (P733)   | Francouzská Guyana, Dégrad des Cannes | 18. prosince 2015  | 27. dubna 2017  | aktivní |
| La Résolue (P734)     | Francouzská Guyana, Dégrad des Cannes | srpen 2016         | 28. září 2017   | aktivní |
| La Combattante (P735) | Francouzské Antily, Martinik          | 22. listopadu 2018 | 2. října 2019   | aktivní |

## Konstrukce

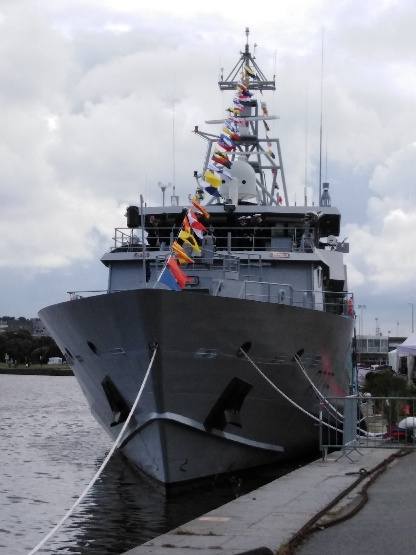
La Combattante (P735)

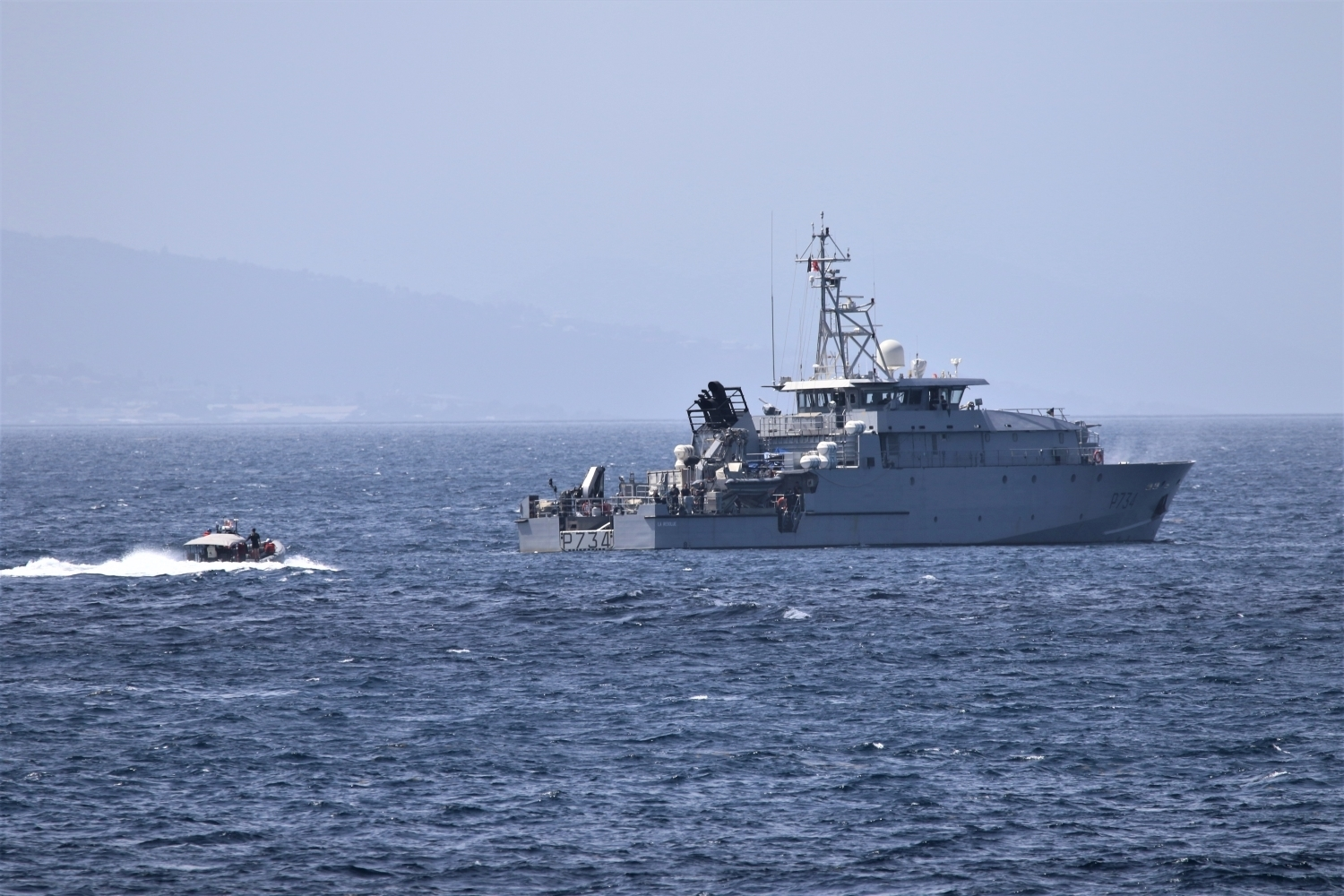
La Résolue (P734)

Posádku tvoří 24 osob, přičemž na palubě jsou kajuty pro dalších 14 osob (např. příslušníků speciálních sil). Plavidla jsou vyzbrojena jedním 20mm kanónem v dálkově ovládané zbraňové stanici Nexter Narwhal a dvěma kulomety ráže 7,62 či 12,7 mm. Na palubě jsou také vodní děla. Na zádi nesou dvojici 7metrových rychlých člunů RHIB typu ZH 749. Pohonný systém je diesel-elektrický. Tvoří jej dva diesely ABC 12DZC, každý o výkonu 4020 hp, tři elektromotory Scania, každý o výkonu 455 hp, a dva elektromotory ENAG, každý o výkonu 215 hp. Lodní šrouby jsou dva. Manévrování při nízkých rychlostech zajišťují tři elektromotory Scania. Manévrovací schopnosti zlepšují dva na přídi a jeden na zádi dokormidlovacích zařízení. Nejvyšší rychlost dosahuje 21 uzlů. Dosah je 3500 námořních mil při rychlosti 12 uzlů a vytrvalost je 12 dní.